# Abe Toshiyuki
Toshiyuki Abe (sinh ngày 1 tháng 8 năm 1974) là một cầu thủ bóng đá người Nhật Bản.

## Sự nghiệp câu lạc bộ
Toshiyuki Abe đã từng chơi cho Kashima Antlers, Centro Futebol Zico, Urawa Reds, Vegalta Sendai và Albirex Niigata.